# 广州地铁9号线
广州地铁9号线是广州地铁的运营中的路线之一，屬於城市軌道交通系統，代表色為薄荷綠。本線大致呈东西走向的「几」字型，以解决花都汽车城、花都中心城区的交通疏导，加强花都與广州城区聯繫，並縮短來往广州北站與白云机场的用時為建設目的。

## 概要
九号线以花都汽车城西侧飞鹅岭站为起点，沿风神大道向东，在农新桥南侧下穿天马河后下穿广清高速公路进入农新路，之后路线沿秀全西路往东，下穿京广铁路。隨後路线沿秀全大道向东行进，在秀全外国语学校西侧转向北，之后沿公益大道往北，在花都广场转入迎宾大道后延迎宾大道往东，隨後下穿大广高速公路、广州机场高速公路后，在白云区高增村内设終點站高增站与三号线北延段接駁。
路线呈东西走向，全长20.1公里，全线均为地下线。九号线孤懸在廣州西北部，極度依賴三號線接入市區線網。
九号线在风神大道设岐山车辆段。九號線设主变电站两座，其中岐山主变电站设在车辆段内，白蟮塘主变电站设在106国道与迎宾大道交叉路口东北侧。线路控制中心設於大石，與3號線、7號線共用。
9号线沿线地质条件复杂，是中国大陆首条全线在富水岩溶发育区修建的地下线路，全线溶洞见洞率平均为50%，部分工点高达70%；同时穿越多条断裂带，更为中国大陆首条穿越350km/h高铁的地铁线路。九号线工程曾获第二十届第二批中国土木工程詹天佑奖。

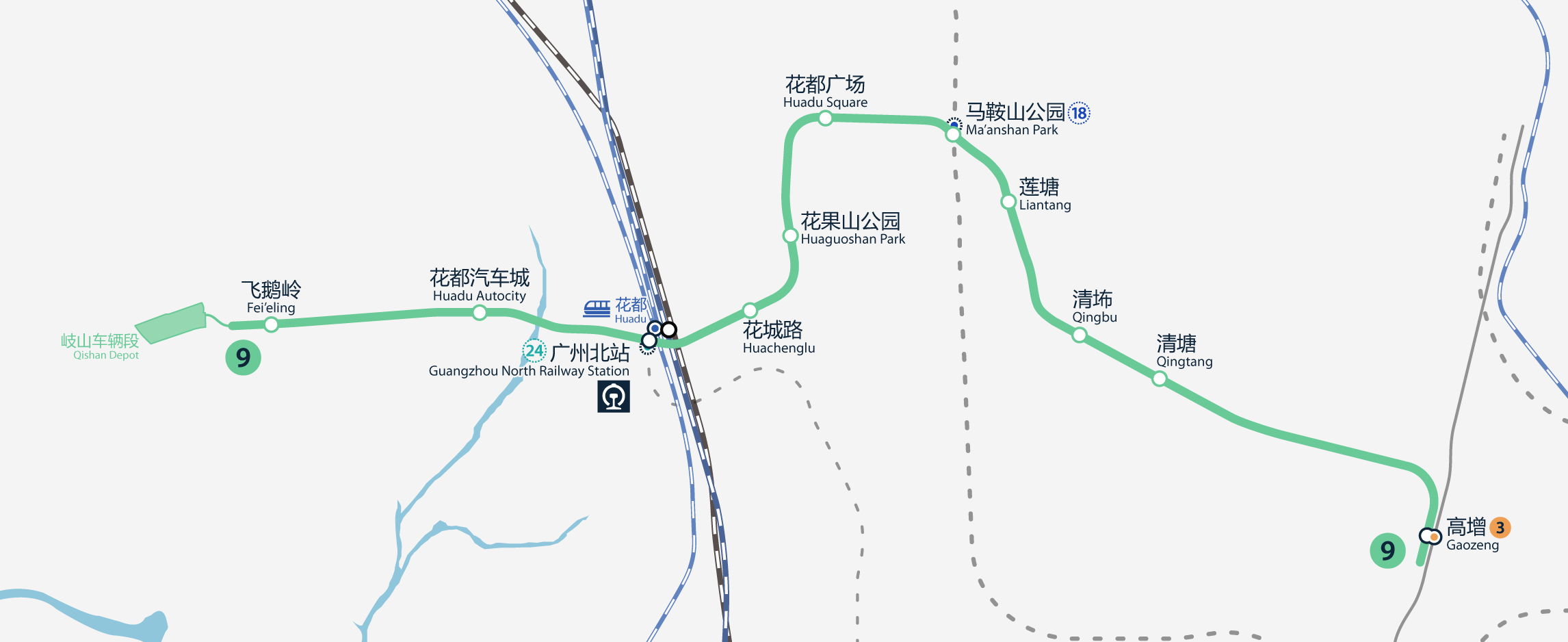
9號線線路圖，按真實走向比例繪畫

## 历史

### 规划
2000年，原花都市撤销，改为广州市花都区。广州市城市形态出现变化，在“南拓、北优、东进、西联”的城市空间发展战略指导下开展了新一轮轨道交通线网规划工作。然而，2003年的《广州市轨道交通线网推荐方案》中并未包含花都的线路。由于新白云机场和风神汽车城已落地花都，加上广州北站正规划扩建，花都当局持续争取区内的地铁线路落地。随后，广州市对2003年线网规划方案作出调整，增设14号线（新华线），其起自花都汽车城，先经过人和及太和，再经过广从公路到达从化街口，全长60km。
2005年初，广州向国家发改委上报线网近期建设规划方案，当中纳入原14号线花都至人和段，并将线路编号改为9号线。然而，发改委在同年稍后批复同意的方案中，并未包括9号线。
虽然建设计划触礁，但花都区仍在为地铁规划落地努力。是年，花都区政府与祖籍花县的香港商人胡应湘创办之合和集团签订合作意向书；惟因与外资合作修建地铁模式没有先例，该合作计划被搁置。在经过多轮论证后，广州市于2008年再次将9号线纳入《广州市近期建设规划调整》并上报国家发改委。最终于2009年2月，发改委批复前述方案，当中同意提前实施9号线一期工程。
2009年7月，项目的环评报告书开始公示。当时的方案中，线路列车最高时速为80km/h；因花都地下溶洞多、地质条件差，加上节约成本考虑，线路存在一部分高架段。惟花都政府担忧高架线路影响城市景观，反对高架方案，故本线全部路段均调整为地下敷设；线路最高时速亦提升至120km/h，并新增花城路和莲塘村两站。2011年5月，线路工程可行性报告获国家发改委批复。
配合花都空港核心区发展，花都区政府在2015年提议增加清塘站，同年6月3日正式确认加站。

### 建设

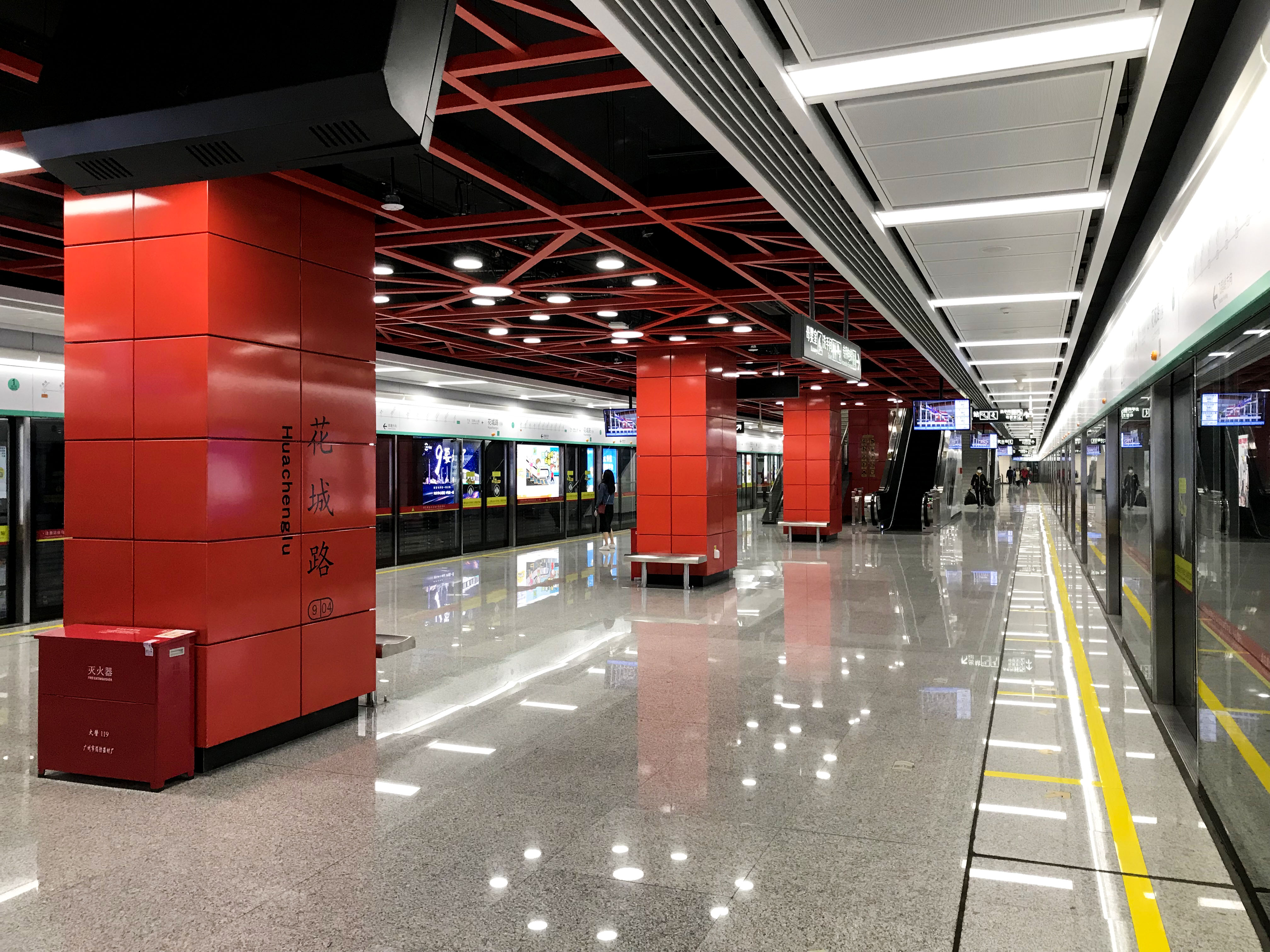
花城路站月台

2009年9月29日，九号线试验性工点——清㘵站至高增站盾构区间正式动工。该工点于2013年5月30日完工，成为九号线首个贯通的盾构区间隧道。其余工点于2010年招标，2011年陆续进场，并基本在2013年全面动工:2。
2012年6月30日，高增站主体结构封顶，成为全线首座封顶车站:250。2017年1月18日，广州北站～花城路站区间隧道双线贯通，意味着九号线成功下穿武广高铁和京广铁路，该隧道也成为国内首条下穿高铁路基的地铁盾构隧道；同年4月12日，花都广场站～马鞍山公园站盾構隧道完工，標誌着九号线全線隧道貫通。同年7月，九號線全線完成軌道貫通及送电。
2017年9月30日，全部车站及轨行区的属地管理权、调度指挥权、设备操作维护使用权从建造事业总部移交给运营事业总部，随即开始运营调试。同年11月16日，全線开始不載客試運行。

### 运营
2017年12月28日，广州地铁9号线开通运营。开通初期列车不停靠清塘站，直至该站于2018年6月30日正式启用。

## 车站
9号线全线目前共设11座车站，均为地下车站，平均站间距1.8公里。目前僅有高增站為換乘站。
蓮塘站在规划中为首期建造的預留车站，但此站曾經被取消，現時此站與九號線同步建设并開通。清塘站則是在2015年6月被確定增設，位於清㘵站與高增站之間，但此站無法趕及與9號線同步開通，初期列車不停站通過，直至该站于2018年6月30日正式启用。
| 車站編號                               | 站名及配色 | 站名及配色 | 换乘路线                                               | 所在地 | 啟用時間       | 车站形式     |
| 9號線                                  | 9號線      | 9號線      | 9號線                                                  | 9號線  | 9號線          | 9號線        |
| -------------------------------------- | ---------- | ---------- | ------------------------------------------------------ | ------ | -------------- | ------------ |
| 901                                    |            | 飞鹅岭     |                                                        | 花都区 | 2017年12月28日 | 地下岛式站台 |
| 902                                    |            | 花都汽车城 |                                                        | 花都区 | 2017年12月28日 | 地下岛式站台 |
| 903                                    |            | 广州北站   | 24号线 花都站：广清城際鐵路、广州东环城际鐵路 广州北站 | 花都区 | 2017年12月28日 | 地下岛式站台 |
| 904                                    |            | 花城路     |                                                        | 花都区 | 2017年12月28日 | 地下岛式站台 |
| 905                                    |            | 花果山公园 |                                                        | 花都区 | 2017年12月28日 | 地下岛式站台 |
| 906                                    |            | 花都广场   |                                                        | 花都区 | 2017年12月28日 | 地下岛式站台 |
| 907                                    |            | 马鞍山公园 | 18号线                                                 | 花都区 | 2017年12月28日 | 地下岛式站台 |
| 908                                    |            | 莲塘       |                                                        | 花都区 | 2017年12月28日 | 地下岛式站台 |
| 909                                    |            | 清㘵       |                                                        | 花都区 | 2017年12月28日 | 地下岛式站台 |
| 910                                    |            | 清塘       |                                                        | 花都区 | 2018年6月30日  | 地下岛式站台 |
| 911                                    |            | 高增       | 3号线 328                                              | 白云区 | 2017年12月28日 | 地下岛式站台 |
| 註釋                                   |            |            |                                                        |        |                |              |
| - 所有以斜体标识的线路和车站均未开通。 |            |            |                                                        |        |                |              |
| 论 编                                  |            |            |                                                        |        |                |              |

### 換乘站
已投入使用
- 高增站：换乘3号线。本站兩線平行，3号线建造时已同步实施，但並非平行換乘，需经过地下一层的缓冲平台层进行换乘。

将会成为换乘站的车站
- 馬鞍山公園站：换乘18号线北延段（广花城际）。因建设期间未作出预留，預計需经过站厅换乘。
- 廣州北站：换乘24号线。因建设期间未作出预留，預計需经过站厅换乘。

## 行車安排
九號線目前采取单一交路运行，所有列車皆往返飛鵝嶺站和高增站之間。

## 乘客量
9號線橫貫花都中心城區，連接花都汽車城、廣州火車北站和白雲國際機場（經3號線換乘前往），亦是花都中心城區連接廣州市區的一條重要通道。客流以花都中心城區內部通勤以及需要來往廣州市區通勤的乘客為主。但因來往廣州火車北站仍有所不便，且線路開通時間不長，9號線列車現時仍未算擁擠。車站方面則以連接3號線的唯一換乘站高增站以及花城路站有一定客流，但來自9號線的換乘客流現時已經對3號線北延段的壓力有所增加。
在2024年，9号线的日均客流量为11.62万人次。

## 使用列车
九号线列车与三号线保持一致，采用6节编组的高速B型列车（車型為B6），最高速度120km/h，旅行速度55km/h。
九號线相关列车合约已被中车株洲电力机车公司中标，除首列列車（09x001-09x002）于中车株洲电力机车公司生产外，其餘列車均在中车株洲电力机车公司属下的廣州中車軌道交通裝備公司生产。初期购置11列，后追加7列。首列列車于2017年4月20日交付廣州地鐵。
值得一提的是，九號綫列車是廣州地鐵首款在車廂内采用LCD動態地圖的列車，且罕有地採用ABB设计的牽引系統，有別於其他中車株機製列車採用的西門子或中車時代電氣製造的牽引系統。

## 事件
- 2023年12月9日19时25分许，9号线开往飞鹅岭站方向的列车上发生一宗伤害案件。一名乘客与另一乘客发生口角后，持随身携带的小刀对张某进行伤害。警方接报后将其当场控制；受伤乘客则被送往医院治疗，鉴定为轻伤。地铁方面称，涉事小刀的刀刃长6.5厘米，不属于管制类刀具（刀刃未超20厘米），故被允许携带进站乘车[28]。

## 未來發展

### 西延
清远市在广州规划地铁线网时，便期望将地铁服务延伸至该市。在其争取下，广东省于2008年原则赞成清远建设城市轨道交通与9号线连接的设想。此后双方开展将9号线延伸至清远的前期工作。惟最后9号线延伸清远方案未落实，改为建设广清城际铁路连接两市。
2014年，广州地铁发布的一份招标文件透露，9号线远期将向西延伸4.8公里至炭步镇的森林公园站，中途不设其他站点。数年后的《广州市轨道交通线网规划（2018-2035年》显示，9号线未来还将继续向西南延伸数公里至广佛西环城际的炭步站。

### 与三号线贯通
9號線规划时，考虑在远期与3号线贯通运行，因此本线部分技术标准与3号线看齐。3号线的高增站已作出部分预留，可供未来9号线接入。
目前3號綫高增站僅預留南邊單線聯絡線的道岔，沒有預留貫通所需的道岔（但有预留三处隧道接口），同時連接三號線下行及九號線下行的隧道仍未建設。未来如贯通方案落实，需進行隧道挖掘、加裝道岔、鋪設路軌等工程，线路信号系统亦需进行改造，以使两线具備貫通條件。